# (18470) 1995 UX44
(18470) 1995 UX44 là một tiểu hành tinh vành đai chính. Nó được phát hiện bởi Seiji Ueda và Hiroshi Kaneda ở Kushiro, Hokkaidō, Nhật Bản, ngày 27 tháng 10 năm 1995.